# Dobro
Dobro é uma marca registrada da Gibson Guitar Corporation, que se refere a um modelo específico de guitarra ressonadora, um violão com cordas de aço e com um cone metálico dentro de sua caixa de ressonância. Muitas vezes, o nome Dobro é utilizado para designar qualquer guitarra ressonadora, mesmo as que não sejam da marca Gibson.
Seu som é bem particular e traz para o violão de cordas de aço algumas características semelhantes ao som de um banjo. 
Existem diversas técnicas de uso, com diferentes afinações e características sonoras, mas uma das mais usadas, sem dúvida é a do slide. O slide consiste em um tubo que se utiliza em um dos dedos da mão esquerda ou segurado pela mão. Ele pode ser de metal ou de vidro e possibilita o deslize entre as cordas, criando um efeito único no som. Relatos históricos apontam que a técnica teria nascido do uso de copos de vidro para diferenciar o som, por parte dos músicos que costumeiramente tocavam em bares, berço do blues e jazz, ritmos originários do uso do Dobro. 

## História
Nos anos 20, alguns dos instrumentos de maior destaque na música dos Estados Unidos da América eram o piano, o banjo e instrumentos de sopro como o trombone, a corneta,, flauta e clarinete. A guitarra, quando tocada num grupo, não possuía projeção sonora suficiente para ser ouvida com clareza. Então, no final da década de 20, o luthier John Dopyera, atendendo ao pedido de um guitarrista, projetou e produziu uma guitarra cujo som tivesse maior projeção que a guitarra clássica. Então nasceu o "Dobro" (o nome vem de DOpyera BROthers - irmãos Dopyera). Em 1993, o nome Dobro foi comprado pela Gibson, que ainda produz o instrumento.

## Características

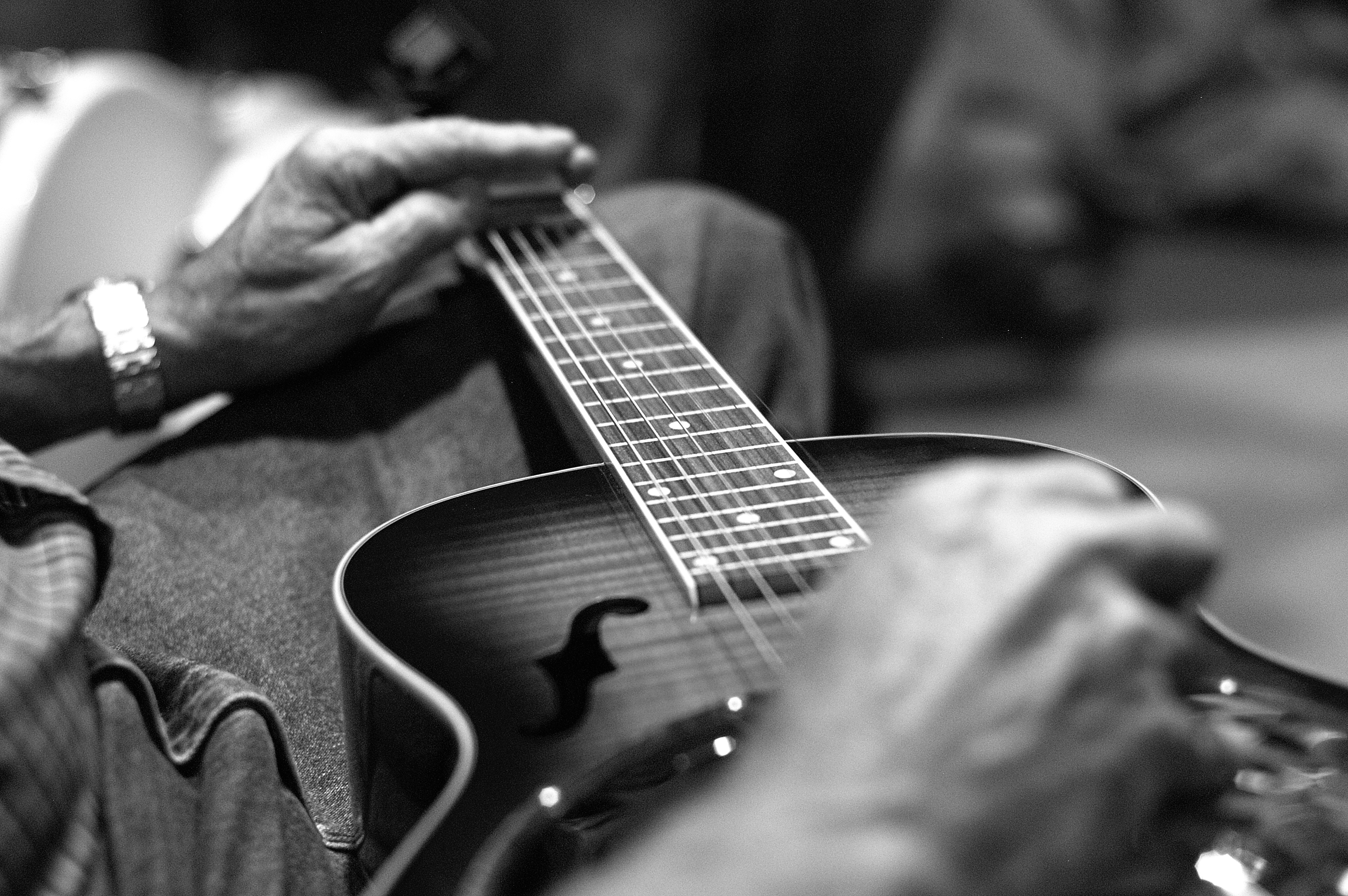
Dobro sob uso de um slide

O modelo tradicional do Dobro tem no corpo um cone de metal com a função de ressonância. Suas cordas são de aço e as características do braço, cabeça e escala são similares aos de uma guitarra própria para cordas de aço. 